# 班甘連尾鮡
班甘連尾鮡為輻鰭魚綱鯰形目連尾鮡科的其中一種，為熱帶淡水魚，分布於亞洲馬來西亞及婆羅洲淡水流域，體長可達20公分，棲息在底層水域，以小魚及甲殼類為食，背鰭有1硬棘，會造成創傷，可做為觀賞魚。

## 扩展阅读
維基物種上的相關：班甘連尾鮡